# On the Streets Saving the Scene from the Forces of Evil
On the Streets Saving the Scene from the Forces of Evil è il secondo album della band statunitense Good Clean Fun, pubblicato con etichetta Phyte Records l'8 maggio 2000. I testi utilizzano l'ironia per parlare di temi come il vegetarianesimo e la non violenza, ma anche di temi più leggeri, come la presa in giro delle vecchie band che si rimettono insieme con tristi risultati, di Internet e delle case discografiche (in particolare la Victory Records).
L'ultima traccia, On the Streets..., termina in realtà a 2:06, dopodiché l'album è silenzioso fino alla fine. La traccia 8, You Gotta Stay Positive, è stata reinterpretata dai Silverstein per il loro album del 2012 Short Songs.

## Tracce
1. I Can't Wait – 2:00
2. You're Only Punk Once – 1:30
3. Beat the Meat – 1:48
4. WWZD – 1:19
5. 11th Commandment – 2:03
6. You Gotta Stay Positive – 0:08
7. In Defense of All Life – 1:22
8. Victory Records Sucks – 1:49
9. Loserdotcom – 1:46
10. Fight to Unite – 2:02
11. On the Streets... – 7:52

## Formazione
- Issa Diao - voce, xilofono, viola, ottoni
- Billups Allen - voce di fondo
- Dan Newman - voce di fondo
- Stefan Grudza - voce di fondo
- Steve McPherson - voce di fondo
- Suzanne Van Bilsen - voce di fondo
- Mike Phyte - basso
- Andrew Black - batteria
- John Delve - chitarra
- Matt Kirvan - armonica a bocca